# Songs for Polarbears
Songs for Polarbears es el primer álbum de estudio de la banda Snow Patrol. Publicado el 31 de agosto de 1998. Todas las canciones fueron escritas por Gary Lightbody, y la música fue compuesta por Gary Lightbody, Mark McClelland y Jonny Quinn. El título del álbum es una referencia al primer nombre del grupo, Polar Bear, que fue cambiado por Snow Patrol, debido a una banda estadounidense también llamada así. Colaboraron los siguientes artistas invitados: Isobel Campbell, Richard Colburn, Fraser Simpson y Tom Simpson (músico).
De este primer álbum sacaron los sencillos: Little hide, One hundred things you should have done in bed, Absolute gravity y Starfighter pilot.

## Lista de canciones

### Álbum original
1. "Downhill from here". - 3:24
2. "Starfighter pilot". - 3:20
3. "The last shot ringing in my ears". - 4:27
4. "Absolute gravity". - 2:46
5. "Get balsamic vinegar... quick you fool". - 3:30
6. "Mahogany". - 2:50
7. "NYC". - 4:30
8. "Little hide". - 2:42
9. "Make up". - 2:13
10. "Velocity girl". - 4:40
11. "Days without paracetamol". - 3:33
12. "Fifteen minutes old". - 3:10
13. "Favourite friend". . - 2:47
14. "One hundred things you should have done in bed". - 6:20

### Reedición 2006
1. "Downhill From Here".
2. "Starfighter Pilot".
3. "The Last Shot Ringing in My Ears".
4. "Absolute Gravity".
5. "Get Balsamic Vinegar... Quick You Fool".
6. "Mahogany".
7. "NYC".
8. "Little Hide".
9. "Make Up".
10. "Velocity Girl".
11. "Days Without Paracetamol".
12. "Fifteen Minutes Old".
13. "Favourite Friend".
14. "One Hundred Things You Should Have Done in Bed/ Marketplace".
15. "Sticky Teenage Twin".
16. "Limited Edition".
17. "Jj".
18. "My Last Girlfriend".
19. "T.M.T.".
20. "I Could Stay Away Forever".
21. "When You're Right, You're Right (Darth Vader Bringing In His Washing Mix)".
22. "Raze The City".
23. "Riot Please".